# THUNDER LIVE
| 専門評論家によるレビュー | 専門評論家によるレビュー |
| レビュー・スコア         | レビュー・スコア         |
| 出典                     | 評価                     |
| ------------------------ | ------------------------ |
| Allmusic                 | [ 1 ]                    |

『THUNDER LIVE』（サンダー・ライブ）は日本のフュージョンバンド、カシオペアの3枚目のアルバム。

## 解説
カシオペアのデビュー2年目、神保彰にドラマーがメンバーチェンジした直後の作品。また、初のライブ・アルバムであり、過去2作からの曲を中心に収録されているが、「I'M SORRY」と「HAVE A NICE DREAM」は本アルバムが初収録である。
過去2作で見せたテクニカルで緻密なアンサンブルに加え、ライブ収録における彼らの高い演奏パフォーマンス、さらには初参加した神保彰の洗練されたドラムテクニックにより、各方面からこれまで以上に高い評価を得た。特に、ジャズ専門誌の試聴企画でハーヴィー・メイソンがこのアルバムを耳にして感銘を受け、それがきっかけでアルバム『EYES OF THE MIND』のプロデュースに参加するなど、その後の彼らの活動にかかわっていったことは有名。
このアルバムを収録したライブは、同時に映像も収録されており、リリース当時は宣材用ビデオとして存在していたが、長らく市販はされなかった。しかし、10年以上経った1992年にカシオペアライブ映像集のビデオソフト＆LDソフト『ACT ONE』に「HAVE A NICE DREAM」と「BLACK JOKE」（ただし、アルバムとは収録日違いの別テイク）が収録されて初作品化。1999年には、DVDソフト『CASIOPEA AGAIN』に、アルバム未収録の「TAKE ME」が「HAVE A NICE DREAM」とともに収録されている。
このアルバムのジャケットは2種類存在している。1980年に出された初版のジャケットは、紅蓮の炎をバックに佇む、過激な色調のメンバーの似顔絵が描かれていた。しかし再プレス版から現在のジャケットである海面に降り注ぐ雷のイラストをあしらった、おとなしい色調のものへ変更となった。神保の母は初版のジャケット写真を見て「息子のデビューがこれじゃ……」と困惑したという。

## 収録曲
| 全編曲: 野呂一生。 |                                         |           |          |      |
| #                  | タイトル                                | 作詞      | 作曲     | 時間 |
| 1.                 | 「スペース・ロード」(Space Road)        |           | 野呂一生 | 6:38 |
| 2.                 | 「セイリング・アローン」(Sailing Alone) |           | 櫻井哲夫 | 7:53 |
| 3.                 | 「アイム・ソーリー」(I'm Sorry)         |           | 野呂一生 | 5:09 |
| 合計時間:          | 合計時間:                               | 合計時間: | 19:40    |      |

| 全作曲・編曲: 野呂一生。 |                                                   |       |            |      |
| #                        | タイトル                                          | 作詞  | 作曲・編曲 | 時間 |
| 1.                       | 「ハブ・ア・ナイス・ドリーム」(Have a Nice Dream) |       | 野呂一生   | 6:30 |
| 2.                       | 「ブラック・ジョーク」(Black Joke)                |       | 野呂一生   | 9:07 |
| 3.                       | 「ミッドナイト・ランデブー」(Midnight Rendezvous) |       | 野呂一生   | 6:34 |
| 合計時間:                | 合計時間:                                         | 22:11 |            |      |

## 参加ミュージシャン
- 野呂一生 - エレクトリックギター (YAMAHA SG-2000)
- 向谷実 - キーボード (YAMAHA CP-80, CS-40M, Fender Rhodes Piano, KORG 800DV, PS-3200, Roland VP-330 & ProMars)
- 櫻井哲夫 - ベース  (Fender Electric Bass, YAMAHA BB-2000)
- 神保彰 - ドラム (YAMAHA YD-9000R)

## クレジット
- エグゼクティブ・プロデューサー - 村井邦彦、川添象郎
- プロデューサー - 宮住俊介、沢田信二
- エンジニア - 吉沢典夫、寺田康彦、Katsuhiko Sato
- Recorded live at ABC Hall, Shiba, Tokyo on February 8th and 9th, 1980.
- アートディレクション - Yukimasa Okumura
- イラストレーター - Makoto Saito
- デザイン - Tomohiro Itami
- カバー・コーディネート - Toshinao Tsukui

- リマスタリング - 鈴木浩二 (2016/7/27 ハイリゾ版)

## リリース日一覧
| 地域 | リリース日     | レーベル                       | 規格                      | カタログ番号                | 備考                            |
| ---- | -------------- | ------------------------------ | ------------------------- | --------------------------- | ------------------------------- |
| 日本 | 1980年4月21日  | アルファレコード               | 30cmLP                    | ALR-6037                    |                                 |
| 日本 | 1980年4月21日  | アルファレコード               | カセット                  | ALR-6037                    |                                 |
| 日本 | 1986年12月21日 | アルファレコード               | 12cmCD                    | 32XA-106                    |                                 |
| 日本 | 1992年3月21日  | アルファレコード               | 12cmCD                    | ALCA-273                    |                                 |
| 日本 | 1994年6月29日  | アルファレコード               | 12cmCD                    | ALCA-9003                   |                                 |
| 日本 | 1998年7月23日  | アルファレコード               | 12cmCD                    | ALCA-9198                   |                                 |
| 日本 | 2001年12月19日 | ヴィレッジ・レコード           | デジタルリマスター 12cmCD | VRCL-2203                   | DSD, 紙ジャケ                   |
| 日本 | 2002年1月17日  | ヴィレッジ・レコード           | デジタルリマスター 12cmCD | VRCL-2223                   | DSD                             |
| 日本 | 2009年5月27日  | ソニー・ミュージックダイレクト | デジタルリマスター 12cmCD | MHCL-20005                  | DSD, ブルースペックCD, 紙ジャケ |
| 日本 | 2016年2月3日   | ソニー・ミュージックダイレクト | デジタル・ダウンロード    | 1076212864                  | iTunes Store                    |
| 日本 | 2016年2月3日   | ソニー・ミュージックダイレクト | デジタル・ダウンロード    | 4582290413969               | mora AAC-LC 320kbps             |
| 日本 | 2016年2月3日   | ソニー・ミュージックダイレクト | デジタル・ダウンロード    | A1003862385                 | レコチョク AAC 128/320kbps      |
| 日本 | 2016年2月3日   | ソニー・ミュージックダイレクト | デジタル・ダウンロード    | B01B5AR7PY                  | Amazon.com                      |
| 日本 | 2016年2月3日   | ソニー・ミュージックダイレクト | デジタル・ダウンロード    | Bngtow64ze5jvnlo3uzaasrgnii | Google Play Music               |
| 日本 | 2016年7月27日  | ソニー・ミュージックダイレクト | デジタル・ダウンロード    | 4582290418681               | mora DSD 2.8MHz/1bit            |
| 日本 | 2016年7月27日  | ソニー・ミュージックダイレクト | デジタル・ダウンロード    | smj4582290418681            | e-onkyo DSD 2.8MHz/1bit         |
| 日本 | 2016年7月27日  | ソニー・ミュージックダイレクト | デジタル・ダウンロード    | 11183                       | HD-music DSD 2.8MHz/1bit        |
| 日本 | 2016年7月27日  | ソニー・ミュージックダイレクト | デジタル・ダウンロード    | 4582290418674               | mora FLAC 96.0kHz/24bit         |
| 日本 | 2016年7月27日  | ソニー・ミュージックダイレクト | デジタル・ダウンロード    | A1003862385                 | レコチョク FLAC 96kHz 24bit     |
| 日本 | 2016年7月27日  | ソニー・ミュージックダイレクト | デジタル・ダウンロード    | smj4582290418674            | e-onkyo FLAC 96kHz 24bit        |
| 日本 | 2016年7月27日  | ソニー・ミュージックダイレクト | デジタル・ダウンロード    | 11172                       | HD-music FLAC 96kHz/24bit       |
| 日本 | 2016年11月10日 | ソニー・ミュージックダイレクト | デジタル・ダウンロード    | 2l1oVe4qT0xMwR32lSN8BI      | Spotify                         |